# 再见，妈妈
《再见，妈妈》  是一部越南社会心理学电影。此片是导演Trịnh Đình Lê Minh的处女作。该片于2019年上映，由Lãnh Thanh和Gia Huy主演。 电影描绘了一名越南年轻男子与同性伴侣在在美国生活多年后访问越南农村家庭时所面临的情境。
这部电影收到了众多积极的评价，并在多个国际电影节上映。

## 劇情
在美国学习多年后，Van和他的男朋友Ian回到越南，在迁移父亲坟墓的那一天探望Van的家人。Van的大家庭包括患有失忆症的祖母、丧偶的母亲、叔叔阿姨、两个表兄弟姐妹以及最小的妹妹。作为长孙，Van面临着家人的压力，根据东方文化习俗找到妻子并生孩子，以延续家族血脉。为了避免被家人发现，Van和Ian必须谨慎地表达彼此的感情。Van承诺在合适的时候与家人谈论他们的关系。

## 发行
这部电影于2019年8月14日在胡志明市首映，随后两天在越南各地的影院上映。此外，它还参加了多个国际电影节，包括釜山国际电影节、首尔骄傲国际电影节（韩国）、夏威夷国际电影节以及圣地亚哥亚洲电影节（美国）。在2020年3月14日，该电影在台湾上映。在越南，该电影随后登陆Netflix平台，成为2020年4月越南观看次数最多的国产电影之一。 这部电影于2021年1月在日本的Rakuten TV平台首映，并成为该平台在2021年上半年销售最好的外国电影之一。

## 獎項
- 观众选择奖最佳长片奖（由观众投票决定）在2020年多伦多亚洲国际电影节上获得。[9]
- 观众选择奖最佳长片奖（由观众投票决定）在2020年费城亚洲美洲电影节上获得。[10]